# ديريك هيو تايلور
ديريك هيو تايلور (بالإنجليزية: Derek Hugh Taylor)‏ هو سياسي بريطاني، ولد في 1 أكتوبر 1951 في جزر توركس وكايكوس في المملكة المتحدة. حزبياً، نشط في People's Democratic Movement (Turks and Caicos Islands) ‏.